# Sconcs
Sconcșii sunt un grup de mamifere, clasificați în familia Mephitidae, răspândită în Lumea Nouă, colorate în alb și negru, care proiectează un lichid urât mirositor (până la 3,7 m distanță) dacă sunt amenințați.

## Caractere generale
- Lungimea variază de la 30 cm la 70 cm;
- Greutatea variază, în funcție de specie, de la 0,5 kg la 4 kg;
- Blana lor este, în general, neagră cu dungi albe;
- Membrele sunt scurte și musculoase;
- Coada este lungă și pufoasă;
- Au glande anale specifice, ce emană un miros puternic, ce ține la distanță prădătorii;

## Dieta
Sconcșii sunt omnivori, consumând atât plante, cât și animale, în funcție de anotimp. Se hrănesc cu insecte și larve, râme, rozătoare mici, șopârle, salamandre, broaște, șerpi, cârtițe și ouă. De asemenea, mănâncă și fructe de pădure, rădăcini, frunze, ciuperci și nuci.

## Răspândire
Sunt răspândiți în America de Nord, America de Sud, precum și sud-estul Asiei.

## Glande anale
Lichidul secretat de glandele anale este compus în principal din compuși tiol cu masă moleculară mică, în speță (E)-2-butenă-1-tiol, 3-metil-1-butanetiol și 2-quinolinemetanetiol, precum și tioesteri acetați ai acestora. Acești compuși sunt detectabili la concentrații de doar 2 părți la milion.

## Clasificare
- Genul Conepatus
  - Conepatus mesoleucus
  - Conepatus leuconotus 
  - Conepatus semistriatus 
  - Conepatus chinga
  - Conepatus humboldtii
- Genul Mephitis
  - Mephitis mephitis
  - Mephitis macroura
- Genul Mydaus
  - Mydaus javanensis
  - Mydaus marchei
- Genul Spilogale
  - Spilogale gracilis
  - Spilogale putorius
  - Spilogale pygmaea